# تشالة بهرة (زلاغي الشرقي)
تشالة بهرة (بالفارسية: چاله پره) هي قرية تقع في إيران في قسم زلاغي الشرقي الریفي. يقدر عدد سكانها بـ 424 نسمة بحسب إحصاء 2016.